# ザカリウス親方
『ザカリウス親方』（ザカリウスおやかた、原題 仏: Maître Zacharius ou l’Horloger qui avait perdu son âme ）は、1854年に発表されたジュール・ヴェルヌの短編幻想小説。

## 概要
1854年に雑誌に掲載された短篇で、のちに短篇集の『ドクター・オクス』に収録された。空想科学小説を主体とするヴェルヌの作品としては異色のゴシック調の幻想小説である。

## あらすじ
ジュネーヴで最も優秀な時計職人であるザカリウス親方だったが、ある時、自身の製作した時計が故障する事態が相次ぐ。

## 登場人物
- ザカリウス親方 (Maître Zacharius) - 優秀な時計職人ではあるものの、傲慢さを併せ持ち、脱進機を開発した。
- ピットナッチオ (Pittonaccio) - ザカリウス親方の製作した精巧な時計を所有する奇怪な風貌の小男。
- ジェランド (Gérande) - ザカリウスの娘。
- スコラスティク (Scholastique) - 老女中。
- オベール・チュン (Aubert Thün) - ザカリウス親方の弟子で、ジェランドの婚約者。

## 日本語訳
- 「ザカリウス師」古屋健三（訳）、集英社、1969年 - 『ドクター・オクス』に収録。
- 「ザカリウス親方」窪田般弥（訳）、創元SF文庫、1970年 - 『オクス博士の幻想』に収録。
- 「老時計師ザカリウス」江口清（訳）、パシフィカ、1979年 - 『洋上都市[他]』に収録。
- 「ザカリウス親方」窪田般弥（訳）、ちくま文庫、1989年 - 『新編 魔法のお店』荒俣宏（編）に再録。